# ¿Quién mató a la llamita blanca?

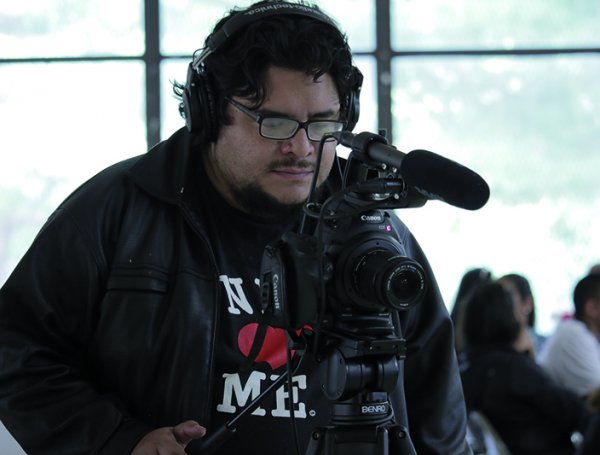

¿Quién mató a la llamita Blanca? es una película boliviana producida y realizada en 2005 y estrenada el año 2006, escrita por el guionista y cineasta boliviano Juan Cristóbal Ríos Violand, dirigida por Rodrigo Bellot y protagonizada por Erika Andia y Miguel Valverde, coprotagonizada por Guery Sandoval, Agustín "Cacho" Mendieta y Pablo Fernández.

## Argumento
Domitila y Jacinto inician en El Alto un viaje por el eje troncal de Bolivia. Su objetivo es transportar droga por encargo de El Negro, un narcotraficante que los engaña. Esta pareja adquiere notoriedad por el interés de los medios de comunicación quienes los bautizan como los Tortolitos, una especie de antihéroes nacionales. 
En este recorrido se exponen elementos culturales de la sociedad boliviana matizada por características de cada región. El narrador omnisciente de la historia es Guery Sandoval, que en la película afirma todo sucede en un país “donde pasa todo, pero no pasa nada”.

## Reparto

### Actores principales
- Erika Andia - Domitila Condori Pérez
- Miguel Valverde - Jacinto Choquetijlla
- Guery Sandoval - Narrador
- Pablo Fernández - Ruber "Chicho" Von-Bergen
- Agustín "Cacho" Mendieta - Urbano "Perucho" Pérez
- John Byres - Daniel "Negro" White
- Hugo Pozo - Alberto "Tocayo" Solís Jiménez
- Luigi Antezana - Edgar, el traductor de Daniel
- José Saavedra - Jorge "Coco" Suárez, el Ministro de Gobierno
- Duston Larsen - Él mismo, Mr. Bolivia
- Rodrigo Bellot - Hare Krishna
- Atajo - Ellos mismos (cameo)

## Banda sonora

### Lista de canciones
| N.º | Título                 | Intérprete     | Duración |  |
| 1.  | «Celia»                | Alcohólika L.C |          |  |
| 2.  | «Que la DEA no me vea» | Atajo          |          |  |
| 3.  | «Raza de Bronce»       | Alcohólika L.C |          |  |